# Fabio Bettini
Fabio Bettini (Roma, 5 dicembre 1938 – Livry-Gargan, 4 luglio 2012) è stato un pugile italiano naturalizzato francese.
Sfidante al titolo italiano dei pesi superwelter e dei medi e poi Campione di Francia in entrambe le classi di peso. Durante la sua carriera è stato due volte avversario del grande Sugar Ray Robinson, pareggiando in entrambe le occasioni, nonché di Sandro Mazzinghi, Carlo Duran e Nino Benvenuti.

## Carriera
Nasce a Roma e si trasferisce con i suoi genitori a Parigi all'età di undici anni.
Professionista dal 1960, combatte i suoi primi 15 incontri in Francia, ottenendo tredici vittorie, un pari e una sconfitta. Nel 1962 incrocia due volte i guantoni con Sandro Mazzinghi, rispettivamente il 19 agosto a Sanremo e il 9 novembre a Milano, uscendo in entrambi i casi sconfitto ai punti in otto riprese.
Il 22 marzo 1963, al Palazzetto dello Sport di Roma combatte per il titolo italiano dei pesi superwelter contro l'esperto Bruno Visintin perdendo ai punti. Otto mesi dopo, a Lione, affronta per la prima volta il quarantaduenne ex campione mondiale dei welter e dei medi Sugar Ray Robinson, forse il più grande pugile di tutti i tempi. Pur concedendogli 5 libbre di peso (kg. 73,5 contro kg. 71,2 in favore dello statunitense) riesce a strappare un pari.
Dopo una sconfitta con Yoland Lévèque, Bettini sale di categoria per sfidare, il 30 luglio 1964 a Sanremo il campione d'Italia dei pesi medi, Nino Benvenuti, in un match con il titolo in palio. È nuovamente sconfitto ai punti. Il 27 novembre dello stesso anno, al Palazzo dello Sport di Roma incontra nuovamente l'ormai quarantaquattrenne Ray Robinson, ottenendo ancora un pari.
Nel 1965 prosegue la carriera incontrando avversari di ottimo livello, quali lo statunitense Rubin Carter, Carlo Duran e lo svedese Bo Högberg a Stoccolma. Fallisce nuovamente la chance di conquistare la cintura italiana dei medi, nel gennaio 1966, a Prato, contro Bruno Santini.
Sei mesi dopo, a Modena, riguadagna l'opportunità di indossare la cintura nazionale battendo Tommaso Truppi, in una virtuale semifinale per il titolo. Stavolta l'avversario è il forte italo-argentino Carlo Duran che lo batte nuovamente per getto della spugna alla decima ripresa.
Questi risultati negativi contro forti avversari non distolgono Bettini dall'affrontare nella sua tana il danese Tom Bogs, aspirante al titolo europeo dei pesi medi, spuntando soltanto altre due sconfitte ai punti. Il 17 aprile 1968, scende nuovamente di categoria per disputare la semifinale per il titolo europeo, in possesso di Sandro Mazzinghi, contro Remo Golfarini, il quale si impone ai punti in dodici riprese.
Nel 1969, Bettini ottiene la cittadinanza francese e può quindi combattere per il titolo nazionale dei superwelter, al momento vacante. Il 4 ottobre 1969, a Caen diventa Campione di Francia, battendo ai punti Jean Baptiste Rolland.
Il 4 giugno 1971 tenta la scalata al titolo della categoria superiore ma è sconfitto ai punti a Marsiglia da Nessim Max Cohen. Si prende una clamorosa rivincita cinque mesi dopo con il franco-marocchino, sconfiggendolo ai punti a Perpignano e riuscendo a indossare la cintura di Campione di Francia anche nei pesi medi. Tra i due combattimenti strappa un pari a Valencia con il futuro Campione del mondo dei superwelter José Durán.
Difende ben sette volte il titolo di Campione di Francia dei medi, perdendolo solo il 1º febbraio 1974, ai punti, da Gratien Tonna. Questi, futuro campione d'Europa e sfidante al titolo mondiale detenuto da Carlos Monzón, era stato già battuto da Bettini per Kot al decimo round in una delle sue difese del titolo nazionale francese.
Nel frattempo, il 18 gennaio 1973, a Copenaghen, l'italo francese aveva fallito il sogno di indossare la cintura europea, allora vacante, perdendo ai punti contro Tom Bogs.
Il suo ultimo combattimento fu il tentativo di riprendersi il titolo di Campione di Francia ma subì un'altra dura punizione da parte di Gratien Tonna che lo mise KO al settimo round.
Nonostante il gran numero di sconfitte e, pur avendo incontrato i più forti pesi superwelter e medi della sua epoca, Bettini ha perso solo quattro volte prima del limite da avversari di livello come Rubin Carter, Bo Högberg, Carlo Duran e Gratien Tonna. Solo quest'ultimo è riuscito ad atterrarlo per il conto totale, in 88 incontri.